# USS Maddox (DD-731)
USS Maddox (código naval:DD - 731) foi um contratorpedeiro da Marinha dos Estados Unidos, integrante da frota do Pacífico durante a Segunda Guerra Mundial,  a Guerra da Coreia e a Guerra do Vietnã. O contratorpedeiro foi o pivô do Incidente do Golfo de Tonkin, acontecimento usado pelos Estados Unidos como pretexto para iniciar sua participação militar efetiva no Vietnã, em 1964.

## História
Lançado ao mar no começo de 1944 e integrado à frota do teatro de guerra do Pacífico, o USS Maddox participou do apoio naval ao desembarque dos marines em Okinawa, a última grande batalha terrestre da Guerra do Pacífico entre norte-americanos e japoneses e foi atingido por um avião kamikaze nas costas de Formosa em janeiro de 1945, sem graves danos. Depois da guerra, integrado à 7ª Frota, operou junto com as forças das Nações Unidas na Guerra da Coreia, no começo dos anos 50, alternando missões de patrulha ao largo da costa oeste americana e do Havaí com missões no Pacífico Sul, após o conflito.
Em maio de 1964, depois de patrulhas no Mar do Japão e no Mar da China, o Maddox foi direcionado para patrulha na costa do Vietnã do Norte.

## Incidente no golfo
Em 31 de julho de 1964, o contratorpedeiro iniciou uma patrulha de rotina nas costas vietnamitas, ao largo do Golfo de Tonkin, que se transformaria num grande incidente de repercussões globais. Presumivelmente navegando em águas internacionais, o contratorpedeiro fora atacado por torpedos lançados de três lanchas torpedeiras da patrulha costeira norte-vietnamita, a qual abriu fogo em resposta. Durante a escaramuça entre as embarcações, o Maddox afundou uma das torpedeiras e avariou outra com impactos diretos.

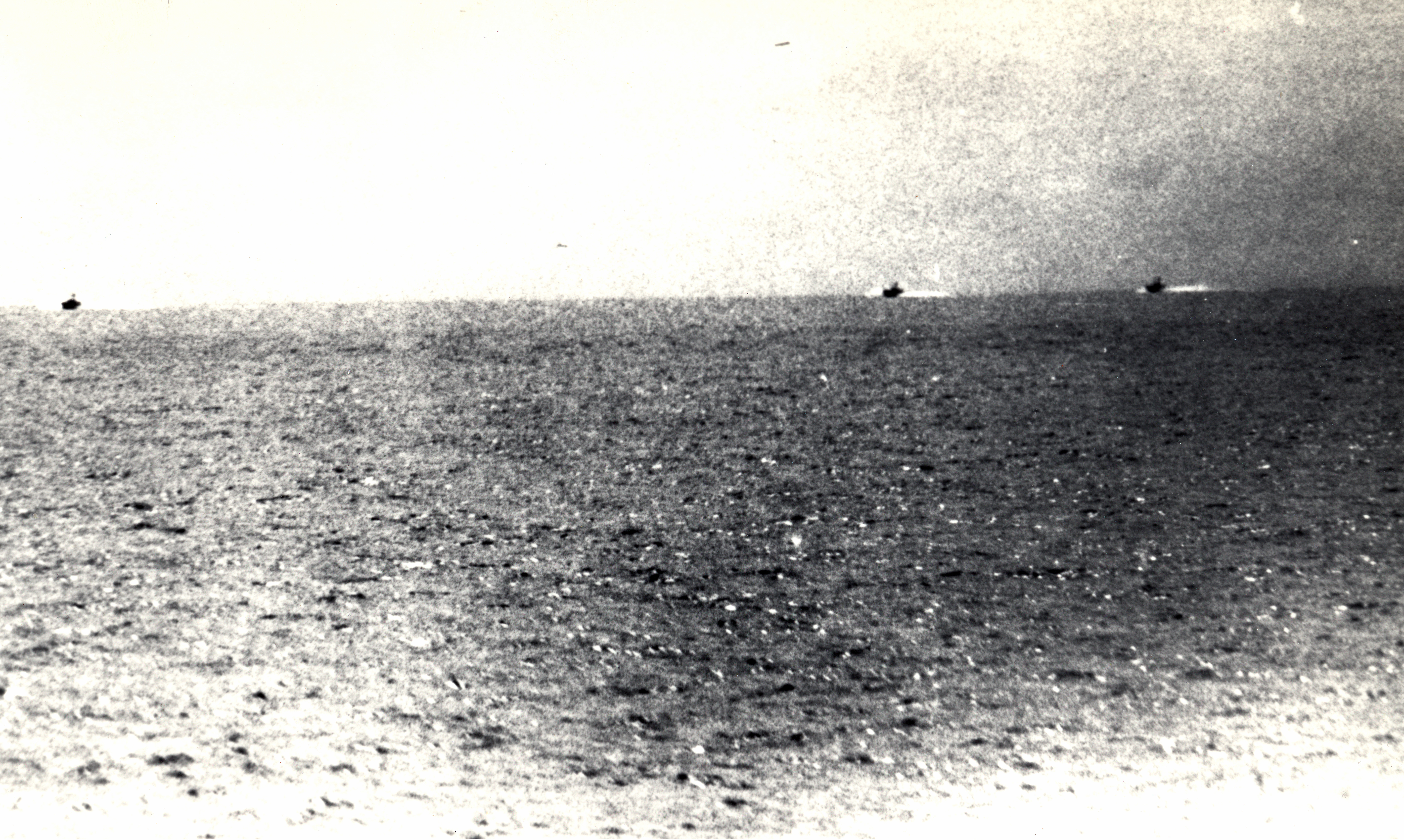
Foto, tirada do USS Maddox em 2 de agosto de 1964, mostra barcos de patrulha norte-vietnamitas no Golfo de Tonkin.

O ataque, em princípio imaginado como um erro, mostrou ser deliberado quando, dois dias depois, mais barcos de patrulha do norte comunista novamente atacaram o Maddox, desta vez acompanhado pelo USS Turner Joy. A detecção por radar e as táticas de fuga permitiram aos contratorpedeiros evitar contato com as torpedeiras no primeiro assalto, mas, uma hora depois, os barcos norte-vietnamitas, muito mais rápidos, novamente se aproximaram das belonaves e lançaram outra salva de torpedos, dando início a uma batalha de mais de duas horas entre os dois contratorpedeiros e as lanchas de assalto rápido vietnamitas, até as lanchas se retirarem. Algumas horas depois, aviões da Força Aérea dos Estados Unidos, baseados no Vietnã do Sul, lançaram ataques aéreos contra a base de barcos de patrulha do norte e seus depósitos de combustível, iniciando hostilidades abertas entre os dois países.
O fato, que levou o presidente Lyndon Johnson a autorizar o envolvimento de tropas de combate norte-americanas na Guerra do Vietnã, até então travada apenas entre os exércitos do sul e do norte do país, foi denunciado pelos norte-vietnamitas como uma reação à invasão de suas águas territoriais por navios-espiões inimigos, negada pelo governo norte-americano.
Pelo resto da década, o USS Maddox alternou patrulhas em apoio às forças tarefas da Marinha ao largo do Vietnã com treinamentos na costa oeste do país. Em 1969, foi descomissionado e recolhido à reserva naval. Em 1972, foi transferido para o governo de Taiwan, batizado com o novo nome de Po Yang, e integrou as forças navais deste país até 1985, quando foi retirado de serviço e cortado em pedaços para venda ao ferro-velho.